# Église Saint-Laurent de Monceau-le-Waast
L'église Saint-Laurent de Monceau-le-Waast est une église située à Monceau-le-Waast, en France.

## Localisation
L'église est située sur la commune de Monceau-le-Waast, dans le département de l'Aisne.